# 麥克雷 (阿肯色州)
麥克雷（英語：McRae）是一個位於美國阿肯色州懷特縣的城市。

## 地理
麥克雷的座標為35°06′51″N 91°49′22″W / 35.11417°N 91.82278°W，而該地的平均海拔高度為70米（即230英尺）。

## 人口
根據2020年美國人口普查的數據，麥克雷的面積為1.75平方千米，當中陸地面積為1.74平方千米，而水域面積為0.01平方千米。當地共有人口616人，而人口密度為每平方千米352人。